# Around the Bay Road Race

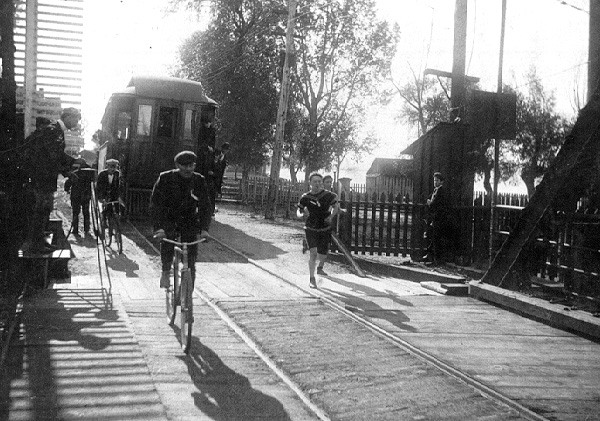
Jimmy Duffy, futur vainqueur, sur le pont au-desus du canal de Burlington (1912).

La Around the Bay Road Race est la plus ancienne course de fond en Amérique du Nord, organisée à Hamilton, Ontario, depuis 1894. La distance courue est de 30 km et donc plus faible que celle d'un marathon (ainsi le marathon de Boston, créé trois ans plus tard en 1897 est le plus vieux marathon). Elle est également connue sous le nom de Billy Sherring Memorial Road Race ou 30K Around The Bay.
La course commence sur York Boulevard, près du FirstOntario Centre. La course se termine à l'intérieur de ce dernier après une boucle,. En 2019, il y a eu près de 10 000 participants.

## Histoire

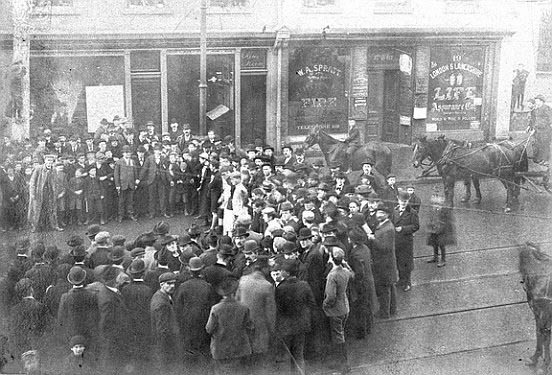
Départ de la première course, le 25 décembre 1894.

Le journal Hamilton Herald et "Billy" Carroll, le propriétaire d'un magasin de cigares, sont à l'origine de la course et parrainent la première "Around the Bay Road Race", organisée le jour de Noël 1894.
Au début du 20e siècle, Jack Caffery et Billy Sherring ont chacun remporté deux courses. Tom Longboat, coureur onondaga canadien, y remporte la première grande victoire de sa carrière en 1906.
Les femmes sont admises dans la course à partir de 1979.
En 1993, une course annexe d'une longueur de 5 kilomètres est ajoutée pour accueillir plus de participants. En 2004, des relais 2 x 15 km et 3 x 10 km sont également ajoutés.
Scotty Rankine détient le record de victoires (sept), établi à la fin des années 1930 et au début des années 1940. Suivent Peter Maher et Gord Dickson qui ont chacun remporté 5 fois la course.
Depuis 2005, la course s'est associée à la St. Joseph's Healthcare Foundation et est devenue une activité de collecte de fonds,.

## Anciens lauréats
Clé:
| Year | Men's winner             | Time (h:m:s) | Women's winner               | Time (h:m:s) |
| ---- | ------------------------ | ------------ | ---------------------------- | ------------ |
| 2019 | Daniel Kemoi (KEN)       | 1:32:57      | Mengistu Emebet              | 1:45:56      |
| 2018 | Haron Kiptoo Sirma (KEN) | 1:35:11      | Dayna Pidhoresky (CAN)       | 1:49:39      |
| 2017 | Panuel Mkungo (KEN)      | 1:34:51      | Dayna Pidhoresky (CAN)       | 1:47:27      |
| 2016 | Paul Kimugal (KEN)       | 1:35:17      | Risper Gesabwa (KEN)         | 1:47:38      |
| 2015 | Paul Kimugal (KEN)       | 1:33:48      | Dayna Pidhoresky (CAN)       | 1:50:47      |
| 2014 | Paul Kimugal (KEN)       | 1:35:35      | Krista DuChene (CAN)         | 1:47:14      |
| 2013 | Terence Attema (CAN)     | 1:35:45      | Lanni Marchant (CAN)         | 1:44:40      |
| 2012 | Reid Coolsaet (CAN)      | 1:33:21      | Krista DuChene (CAN)         | 1:47:04      |
| 2011 | Derek Nakluski (CAN)     | 1:37:15      | Dayna Pidhoresky (CAN)       | 1:50:45      |
| 2010 | Alene Reta (ETH)         | 1:32:22      | Lucy Njeri Muhami (KEN)      | 1:48:59      |
| 2009 | Thomas Omwenga (KEN)     | 1:35:29      | Lucy Ngeri (KEN)             | 1:50:26      |
| 2008 | Alene Reta (ETH)         | 1:33:06      | Lucy Ngeri (KEN)             | 1:48:28      |
| 2007 | Simon Njorge (KEN)       | 1:32:50      | Magdelene Makunzi (KEN)      | 1:46:51      |
| 2006 | Nourddine Betchim        | 1:37:38      | Kate MacNamara (CAN)         | 1:55:10      |
| 2005 | Joseph Ndritu (KEN)      | 1:38:46      | Kate MacNamara (CAN)         | 1:58:06      |
| 2004 | Mustapha Bennacer        | 1:33:28      | Lioudmila Kortchaguina (RUS) | 1:46:04      |
| 2003 | Joseph Nsengiyumva       | 1:35:02      | Lioudmila Kortchaguina (RUS) | 1:52:50      |
| 2002 | Joseph Ndritu (KEN)      | 1:33:13      | Lioudmila Kortchaguina (RUS) | 1:46:18      |
| 2001 | Joseph Ndritu (KEN)      | 1:36:39      | Elizabeth Ruel (CAN)         | 1:54:20      |